# 圣斐迪南堂 (那不勒斯)
圣斐迪南堂（Chiesa di San Ferdinando）是一座罗马天主教教堂，位于意大利那不勒斯市中心的的里雅斯特与特伦托广场，靠近那不勒斯王宫。
该堂最初由耶稣会建于1636年，供奉圣方济各沙勿略。1767年，耶稣会被驱逐，改为供奉国王斐迪南。
堂内有描绘圣方济各沙勿略和其他耶稣会会士事迹的壁画。正祭台的祭台画描绘圣斐迪南。